# Lou Henry Hoover
Lou Henry Hoover, född Henry 29 mars 1874 i Waterloo, Iowa, död 7 januari 1944 i New York, var en amerikansk presidentfru 1929-1933, gift med president Herbert Hoover.

## Biografi
Lou Henry var dotter till en bankir. Familjen flyttade till Monterey, Kalifornien, där hon började studera vid Stanforduniversitetet, med planer på att bli lärare i geologi. I stället gifte hon sig den 10 februari 1899 med studentkamraten Herbert Hoover. Under de följande åren bodde de på olika platser runt om i världen, bland annat i Kina, där Hoover ägnade sig åt karriären medan hon uppfostrade parets två söner. Från 1921, då Hoover blev handelsminister, var de bosatta i Washington.
Lou Hoover flyttade in i Vita huset 4 mars 1929. Som Första dam höll hon ofta stora tillställningar för sin stora bekantskapskrets. Som presidentfru är hon känd för att ha gjort regelbundna framträdanden i radio, ofta då hon talade för frivilligarbete så som scouterna. Hon etablerade också ett sommarhus för presidenten.
Lou Henry Hoover avled i januari 1944 och ligger begravd i Palo Alto, Kalifornien.